# Gisement d'Ourhoud
Le gisement d'Ourhoud est un champ pétrolifère situé dans le bassin de Berkine à 200 km au sud de la ville de Hassi Messaoud en Algérie. Il a été découvert en 1994 et développé par Sonatrach. Les réserves prouvées totales du gisement d'Ourhoud sont d'environ 1 milliard de barils et la production est centrée sur 250 000 barils par jour.